# DAMAC Residenze
Damac Residenze – wieżowiec w Dubaju w Zjednoczonych Emiratach Arabskich. Budynek ma 335 m wysokości do dachu i 85 pięter. Budowa miała zakończyć się w 2010 roku. Z powodu opóźnień i zmiany planów budynek osiągnął 335 metrów w 2018 roku. Budynek jest częścią kompleksu mieszkalnego Ocean Heights.